# Harpalus alaskensis
Harpalus alaskensis är en skalbaggsart som beskrevs av Carl Hildebrand Lindroth. Harpalus alaskensis ingår i släktet Harpalus och familjen jordlöpare. Inga underarter finns listade i Catalogue of Life.